# Georges Benoît
Georges Benoît ( París, Francia, 27 de noviembre de 1883-1942 ) fue un director de fotografía, actor y director de cine que trabajó en más de sesenta películas. Durante la era del cine sin sonido trabajó principalmente en Hollywood y después lo hizo en Francia. Entre 1929 y 1934 actuó en unos diez filmes. En Argentina, Benoît dirigió en 1919 la película Juan Sin Ropa y en 1928 fue el director de fotografía del filme Una nueva y gloriosa nación.

## Juan Sin Ropa
Respecto de la película Juan Sin Ropa que dirigiera Benoit,   Domingo Di Núbila dice que

”… llaman la atención la calidad de las imágenes y el ajustado montaje…que también en lo artístico fue un film de avanzada pese a inevitables derivaciones folletinescas de su trama y a puerilidades que en 1920 aun no habían sido superadas.” 

Héctor Kohen escribe sobre la película:

”...establece un nuevo rumbo para el cine argentino…Es el primer film moderno del período, tanto por su sistema de producción como por el empleo sistemático de todos los recursos que el cine norteamericano había estabilizado con Griffith. Recursos que Benoit maneja con notable soltura, en especial en las escenas de masas: la asamblea de los obreros del frigorífico, la represión policial a los huelguistas. Benoit…jerarquizan la tarea del director en tanto autor del film, categoría que en los films precedentes se adjudicaba al argumentista.”

## Filmografía
Director de fotografía
- Promesse à l'inconnue  (1942)
- La neige sur les pas  (1942)
- Berlingot et Cie  (1939)
- La route enchantée  (1938)
- El pan y el perdón  (1938)
- L'accroche-coeur  (1938)
- Les nouveaux riches  (1938)
- Yahya el hub  (1938)
- Le mot de Cambronne (cortometraje) (1937)
- Gribouille  (1937)
- Faisons un rêve...   (1936)
- La tentation  (1936)
- Les demi-vierges  (1936)
- Mon père avait raison  (1936)
- Notre-Dame d'amour  (1936)
- Le secret de Polichinelle  (1936)
- Marie des angoisses  (1935)
- Retour au paradis  (1935)
- Princesse Tam-Tam  (1935)
- Justin de Marseille  (1935)
- L'oncle de Pékin  (1934)
- Sidonie Panache  (1934)
- El aristócrata  (1934)
- La margoton du bataillon  (1933)
- La merveilleuse tragédie de Lourdes  (1933)
- Las dos huerfanitas  (1933)
- Mon coeur balance  (1932)
- En nombre de la ley  (1932)
- Partir  (1931)
- Une belle garce  (1930)
- Una nueva y gloriosa nación  (1928)
- The Wagon Show  (1928)
- Temptations of a Shop Girl  (1927)
- No Control  (1927)
- Jewels of Desire  (1927)
- Pals in Paradise  (1926)
- West of Broadway  (1926)
- La Venus de la velocidad  (1926)
- The Dice Woman  (1926)
- Forbidden Waters  (1926)
- The Danger Girl  (1926)
- The Man from Red Gulch  (1925)
- The Prairie Pirate  (1925)
- A Lover's Oath  (1925)
- The Scarlet West  (1925)
- The Bad Lands  (1925)
- The Texas Trail  (1925)
- Stop Flirting  (1925)
- Beyond the Border  (1925)
- Welcome Stranger  (1924)
- Why Get Married?  (1924)
- Trilby  (1923)
- Wandering Daughters  (1923)
- Omar the Tentmaker  (1922)
- ive and Let Live  (1921)
- Idle Hands  (1921)
- What's a Wife Worth?   (1921)
- The Little 'Fraid Lady  (1920)
- The Stealers  (1920)
- The Wonder Man  (1920)
- On with the Dance  (1920)
- The Broadway Sport  (1917)
- The Derelict  (1917)
- The Scarlet Letter  (1917)
- The Honor System  (1917)
- Blue Blood and Red  (1916)
- The Serpent  (1916)
- Carmen  (1915)
- The Regeneration  (1915)

Actor
- L'oncle de Pékin  (1934)
- Votre sourire  (1934)
- Le calvaire de Cimiez  (1934)
- La margoton du bataillon  (1933)
- La merveilleuse tragédie de Lourdes  (1933)
- Le grand bluff  (1933)
- Las dos huerfanitas  (1933)
- En nombre de la ley  (1932)
- Partir  (1931)
- Une belle garce  (1930)
- Le capitaine Fracasse  (1929)

Director
- Fumées  (1930)
- Juan Sin Ropa  (1919)